# Come on Down
Come on Down je EP americké grungeové kapely Green River, které bylo vydáno v roce 1985 pod vydavatelstvím Homestead Records.

## Seznam skladeb
1. "Come on Down" (Mark Arm, Jeff Ament, Stone Gossard) – 3:23
2. "New God" (Arm, Alex Vincent) – 4:29
3. "Swallow My Pride" (Arm, Steve Turner) – 3:46
4. "Ride of Your Life" (Arm, Gossard, Ament) – 4:16
5. "Corner of My Eye" (Arm, Gossard, Ament) – 5:04
6. "Tunnel of Love" (Arm, Ament) – 7:27